# Tripes en brochette de La Ferté-Macé
 (novembre 2012).
Les tripes en brochette à la mode fertoise sont une spécialité culinaire de la ville de la Ferté-Macé, en Normandie.
Une « brochette » est un paquet de tripes, rassemblées et transpercées par un petit bout de bois, généralement en noisetier, appelé « billette ».

## Historique[1]

### Légende
La légende veut qu'un ménage de bûcherons, Zidor et Césarine, fut chassé de leur forêt par des loups, et qu'ils arrivèrent ainsi à la Ferté-Macé, où un boucher leur donna les tripailles d'une bête qu'il venait de tuer.
Césarine dit alors à Zidor : « On mange bien la piau des saucisses et du boudin, va laver ça au ruisseau, mais surtout frotte bien. »
Tout cela se retrouva ensuite dans la marmite, avec beaucoup d'autres choses et notamment une grande part de beurre et bien sûr, en bon Normands, ils y ajoutèrent un « ptit brin de goutte ».
Puis comme avec l'expérience cela devenait de plus en plus savoureux, il y eut des clients et le restaurant naquit. Seulement, les plus gros mangeurs ne laissaient pas grand-chose aux autres, bien qu'il n'y avait qu'un seul prix. Alors, pour remédier à ce problème, Zidor trouva la solution : « On fra des paquets. »
C'est ainsi que les tripes furent embrochées par un petit bout de bois bien effilé, et tout le monde eut une part égale. Et un marchand de passage de demander à Zidor : « Au juste quèque tu nous fais manger là ? » Zidor répondit alors fièrement : « Ça mon gars, c'est des tripes en brochettes à la mode de la Ferté-Macé. »
Ainsi devons-nous à ce modeste couple les tripes en brochette à la mode de la Ferté-Macé.

### Poésies
Poèmes de Wilfrid Challemel, poète natif de la Ferté-Macé, du XIXe siècle :
Quel arôme !

à table pour déjeuner

les tripes ailleurs connues sont menues.

On les aime à La Ferté

en gentils paquets roulés,

affublés d'une billette au côté.

## Préparation
Les tripes sont préparées suivant le mode de fabrication suivant : 
- lavage
- grattage
- échaudage
- parage
- raidissage

À l'ancienne, la brochette est cuisinée au four, et en tripière en terre.
Les tripes en brochettes ne se fabriquent presque uniquement qu'à la Ferté-Macé, bien qu'elles soient commercialisées à grande échelle dans toute la France, voire à l'étranger.

## Tripes en vrac
Plus rarement, les tripes fertoises peuvent être aussi restées telles qu'elles, sans être embrochetées. Elles restent toutefois différentes des autres tripes normandes, comme les tripes à la mode de Caen, par exemple, dans la mesure où, à La Ferté-Macé, elles ne sont servies sans aucun légume, si ce n'est des pommes de terre à la vapeur.
Les tripes en vrac sont logiquement plus grasses que les tripes en brochette puisqu'elles baignent dans leur sauce.